# Kongregation der Ursulinen vom Herzen Jesu im Todeskampf

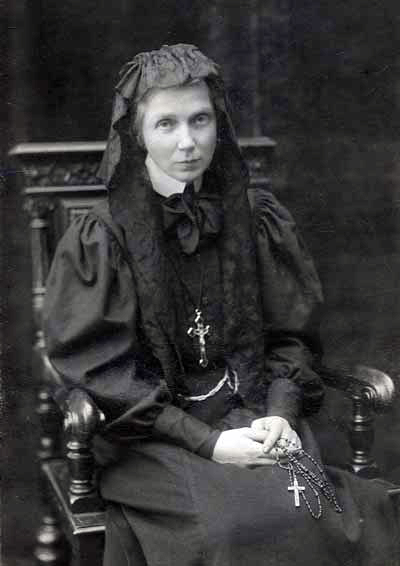
Heilige Ursula Ledóchowska (1907)

Die Kongregation der Ursulinenschwestern vom Heiligen Herzen Jesu im Todeskampf (lat. Congregatio Sororum Ursulinarum a Sacro Corde Iesu Agonizantis), in Ableitung von der Farbe ihres Habits auch kurz graue Ursulinen genannt, sind ein Institut des geweihten Lebens in der römisch-katholischen Kirche. Das Ordenskürzel der Kongregation ist USKJ.

## Geschichte

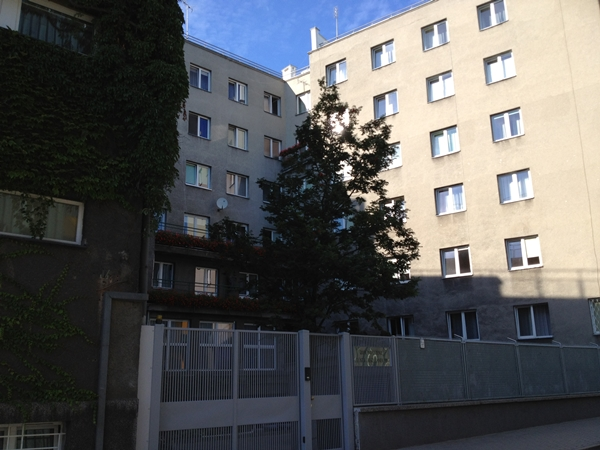
Haus der Gemeinschaft in Warschau

Die Kongregation wurde im Jahr 1920 von der heiligen Maria Ursula Ledóchowska in Pniewy bei Posen gegründet. Die Gemeinschaft bestand zunächst aus 40 Ursulinen, die zuvor in Sankt Petersburg gewirkt hatten und in den Kriegswirren Russland wegen der feindseligen Haltung der russischen Regierung den Polen gegenüber hatten verlassen müssen. Am 7. Juni 1920 erhielt Maria Ursula Ledóchowska von Papst Benedikt XV. die Erlaubnis zur Gründung der Kongregation.
Die Schwestern widmen sich vor allem der christlichen Erziehung und Armenfürsorge. Zurzeit hat die Kongregation mehr als 800 Schwestern in vierzehn Ländern.